# Daxin, Hubei
Daxin (kinesiska: 大新镇) är en köpinghuvudort i Kina. Den ligger i provinsen Hubei, i den centrala delen av landet, omkring 130 kilometer norr om provinshuvudstaden Wuhan. Antalet invånare är 32 148. Befolkningen består av 15 516 kvinnor och 16 632 män. Barn under 15 år utgör 16,0 %, vuxna 15-64 år 75 %, och äldre över 65 år 7,0 %.
Runt Daxin är det tätbefolkat, med 331 invånare per kvadratkilometer. Närmaste större samhälle är Guangshui, 18,5 km sydväst om Daxin. Trakten runt Daxin består till största delen av jordbruksmark.
Genomsnittlig årsnederbörd är 1 291 millimeter. Den regnigaste månaden är juli, med i genomsnitt 222 mm nederbörd, och den torraste är december, med 25 mm nederbörd.